# Timothy Ray Brown
Timothy Ray Brown, född i Seattle, den 11 mars 1966 och död i Palm Springs den 29 september 2020 av akut myeloisk leukemi, var en amerikansk hiv-aktivist som blev botad från en hiv-infektion efter att ha fått en benmärgstransplantation som behandling mot sin leukemi. Detta var möjligt tack vare att benmärgsdonatorn hade en genvariant som gjorde att hiv-viruset inte kunde infektera de vita blodkropparna. 
Timothy Ray Brown växte upp i Seattle och Edmonds, båda i delstaten Washington på USA:s västkust. Han var öppet homosexuell. 1991 flyttade han till Europa, först till Barcelona och sedan till Berlin där han studerade. Under tiden i Berlin testades han positivt för hiv och började med sedvanlig bromsmedicinering. Tio år senare insjuknade han i akut myeloisk leukemi, som framgångsrikt behandlades med cytostatika. I slutet av 2006 fick han emellertid återfall i sin leukemi, och behandlades med benmärgstransplantation. Vid en benmärgstransplantation ersätter man de blodbildande cellerna i benmärgen med celler från en annan person, en donator. De nya blodcellerna som bildas efter donationen har därför donatorns arvsmassa. Vid den här tiden var det känt att en speciell variant av CCR5-genen (som kodar för en cytokinreceptor som hiv-viruset använder sig av för att ta sig in i värdceller), gjorde bäraren resistent mot hiv. En av de benmärgsdonatorer som hade en benmärg som var kompatibel med Timothy Ray Browns benmärg visade sig bära på den aktuella genvarianten, och man valde därför denna donator. Efter transplantationen kunde Timothy Ray Brown sluta med sin medicinering mot hiv, utan att hiv-infektionen kom tillbaka. Initialt gick han under pseudnymen "Berlinpatienten", eftersom han hade behandlats vid Charitésjukhuset i Berlin, men 2010 gick han själv ut med sitt namn. 2012 startade han en välgörenhetsorganisation, The Timothy Ray Brown Foundation, som fokuserar på att hitta botemedel mot hiv. 